# شبكة فيستا
شبكة فيستا هي بوابة سهلة الوصول من خلال (نظام إبقاء سجلات الزبون المحوسب)، واجهة المستخدم البيانية لأنظمة معلومات صحة المحاربين وتكنولوجيا الهندسة المعمارية (فيستا)، السجلات الصحية الأمريكية المستخدمة في جميع أنحاء وزارة شؤون المحاربين القدماء الأمريكية (VA) النظام الطبي (معروف باسم إدارة صحة المحاربين القدماء (VHA)).
هذه البوابة طُبّقت في كافة أنحاء نظام (VA)، مما يتيح لمقدمي الرعاية الصحية في مرافق وزارة شؤون المحاربين القدامى البعيدة لعرض السجلات الموجودة ضمن نظام فيستا للسجل الصحي الإلكتروني في وسيلة الزبون الأساسية.
كما أنشأت أصلاً، أنظمة صحة المحاربين القدامى لديها 21 أنظمة بيانات إقليميّة (VISN)، كلّ منها مع بعض الاختلافات في جمع البيانات وتخزينها. استخدام فيستا في كافة أنحاء وزارة شؤون المحاربين القدماء ساعد على توحيد السّجلات، لكن لم تكن هناك حتى فترة قريبة طريقة سهلة لدخول السّجلات من منطقة خدمة VISN مختلفة.
إذا كان الزّبون مسافر أو مجروح أو مريض وزار مرفق من مرافق المحاربين القدامى بعيد عن منزله، شبكة فيستا ستتيح للطبيب أو مقدّم رعاية طبية آخر بالدخول إلى السّجلات في المؤسّسة الرئيسيّة لذلك المريض.

## مقدمة
أنظمة معلومات صحّة المحاربين وتكنولوجيا الهندسة المعماريّة (فيستا) شبكة فيستا هو تطبيق شبكة إنترنت يستخدم لمراجعة معلومات الزبون البعيدة الموجودة في شبكة فيستا، نظام تبادل معلومات الصحة الفدرالي (FHIE)، وقواعد بيانات مستودع البيانات الصحية (HDR). إلى حدّ كبير، شبكة فيستا تعكس تصرّف تقارير نظام سجلّ الزبون المحوسب (CPRS) وعرض البيانات البعيدة (RDV). ومع ذلك، من خلال السماح باسترداد أكثر قوّة وبتوقيت مناسب لبيانات الزبون بعيدة الموقع، شبكة فيستا هي أيضاً تعزيز لنظام سجلّ الزبون المحوسب/وعرض البيانات البعيدة.
هناك ثلاث طرق لدخول شبكة فيستا.
شبكة فيستا يمكن جعلها متاحة بإضافتها إلى قائمة أدوات نظام سجلّ الزبون المحوسب، ويمكن اختياره كأسلوب افتراضي لاسترجاع البيانات من زرّ البيانات البعيدة المتوافر في نظام سجلّ الزبون المحوسب. هاتان الطريقتان يشار إليهما كنسخ نظام سجلّ الزبون المحوسب منتجة من شبكة فيستا. انهما متوافقتان مع المستوى الصحي 7 (HL7) معايير مجموعة عمل موضع الحالة السريري (CCOW) وبالتالي الحفاظ على الحالة مع الزبون الذي تم اختياره في نظام سجلّ الزبون المحوسب. كخيار ثالث، شبكة فيستا يمكن دخولها بوضع مستقلّ من موقعها على الإنترنت. النسخة المستقلة من شبكة فيستا ليست متصلة بنظام سجلّ الزبون المحوسب ولا بتطبيق إدارة الحالة السريري. شبكة فيستا المستقلة تقدّم وظيفة هامّة للمستخدمين الذين منحوا حقّ الدخول الخاص إلى مواقع متعدّدة، مثل للبرامج الوطنيّة، باحثين إدارة المحاربين القدامى (VA)، وغيرها.

## الاستخدام للوصول القياسي التالي للكارثة الطبيعية
شبكة فيستا كانت أيضاً متاحة على نطاق أوسع، مع ذلك بشكل مؤقت، لمساعدة الموظفين السريريين على استرجاع معلومات المريض من المواقع التي تأثّرت بالضرر الذي سبّبه إعصار كاترينا.

## التوفّر
مجموعة شبكة فيستا يتمّ توزيعها في المجال العامّ بوصفها وحدة من مجموعة برامج فيستا في ظلّ قانون حرية المعلومات (FOIA). إنّها لذلك متوفرة من موقع بروتوكول نقل الملفات لوزارة شؤون المحاربين القدماء، من مكتب توزيع برامج وزارة شؤون المحاربين القدماء، وفي مجموعات مرسلة. قدراتها، لذلك، يمكن تحقيقها من قبل مؤسسة الرعاية الصحية الّتي تثبّت سجل فيستا الصحي الإلكتروني.

## الموقع الألكتروني
https://vistaweb.med.va.gov/.

## وصلات خارجية
- «دراسة فيستا». «إدارة المحاربين القدامى».
- «الموقع التجريبي لنظام سجلّ الزبون المحوسب/فيستا».(وزارة شؤون المحاربين القدامى)
- «موقع بروتوكول نقل الملفات برمجيات فيستا للمحاربين القدامى».(وزارة شؤون المحاربين القدامى)
- «منتجي برمجيات فيستا».(منظمة تجارة بيع برمجيات فيستا)
- «تكنولوجيا هوي والرعاية الصحية عن بعد المحيط الهادي»
- «فيستا العالم». أساس السجل الصحي الإلكتروني لفيستا العالم
- «فيستا العالم ويكي»
- «هارد هاتس». مجتمع مستخدم فيستا
- «جائزة الإبداع» نسخة محفوظة 23 أغسطس 2006 على موقع واي باك مشين..استرجع 25تموز، 2006. - بيان صحفي لمعهد آش
- «برامج مدراء السلسلة».استرجع 11حزيران، 2007.-- توفّر مجموعة EMR أساسها فيستا، مقرها في رالي، بولاية كارولاينا الشمالية
- «نظرة عامة على تصوير فيستا». وزارة شؤون المحاربين القدامى
- "BHIE". بروتوكولات تبادل المعلومات الصحية ثنائية الاتجاه لوزارة شؤون المحاربين القدامى